# 渤海镇 (景宁县)
渤海镇，是中华人民共和国浙江省丽水市景宁畲族自治县下辖的一个乡镇级行政单位。

## 行政区划
渤海镇下辖以下地区：
渤海社区、鲍山头村、梅坑村、安亭村、石塘山村、旦水村、后砻村、大都村和东湖村。